# فرجام قرن
فرجام قرن (انگلیسی: Fin de siècle) اصطلاحی است فرانسوی به معنای پایان یا اختتام سده و قرن. این اصطلاح به‌طور معمول به پایان یک دوره و آغاز دوره دیگری اشاره دارد و برای اشاره به پایان قرن نوزدهم از آن استفاده می‌شود. به‌طور گسترده تصور می‌شد که این دوره، یک دوران انحطاطی است که در عین‌حال، امیدها را برای آغاز عصر جدیدی زنده نگاه داشته‌است.

## نگارخانه

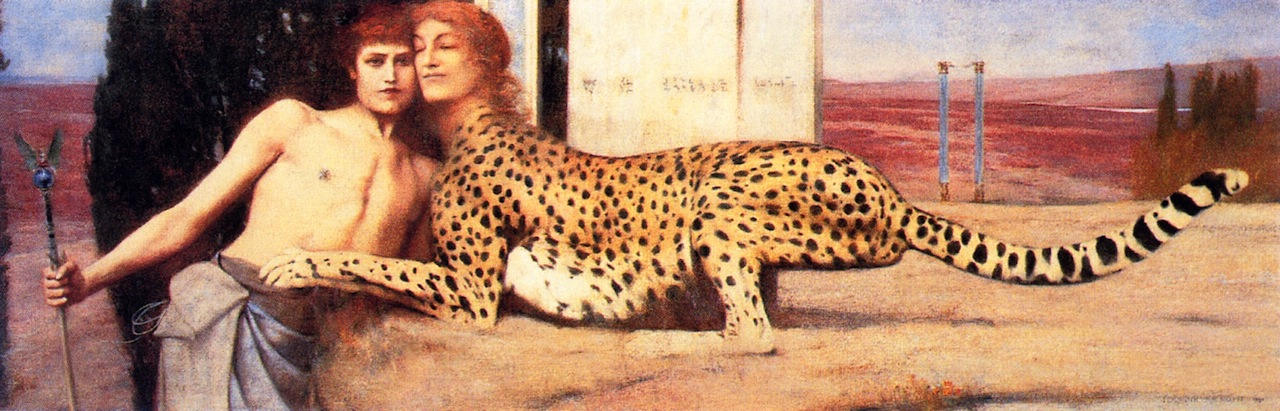
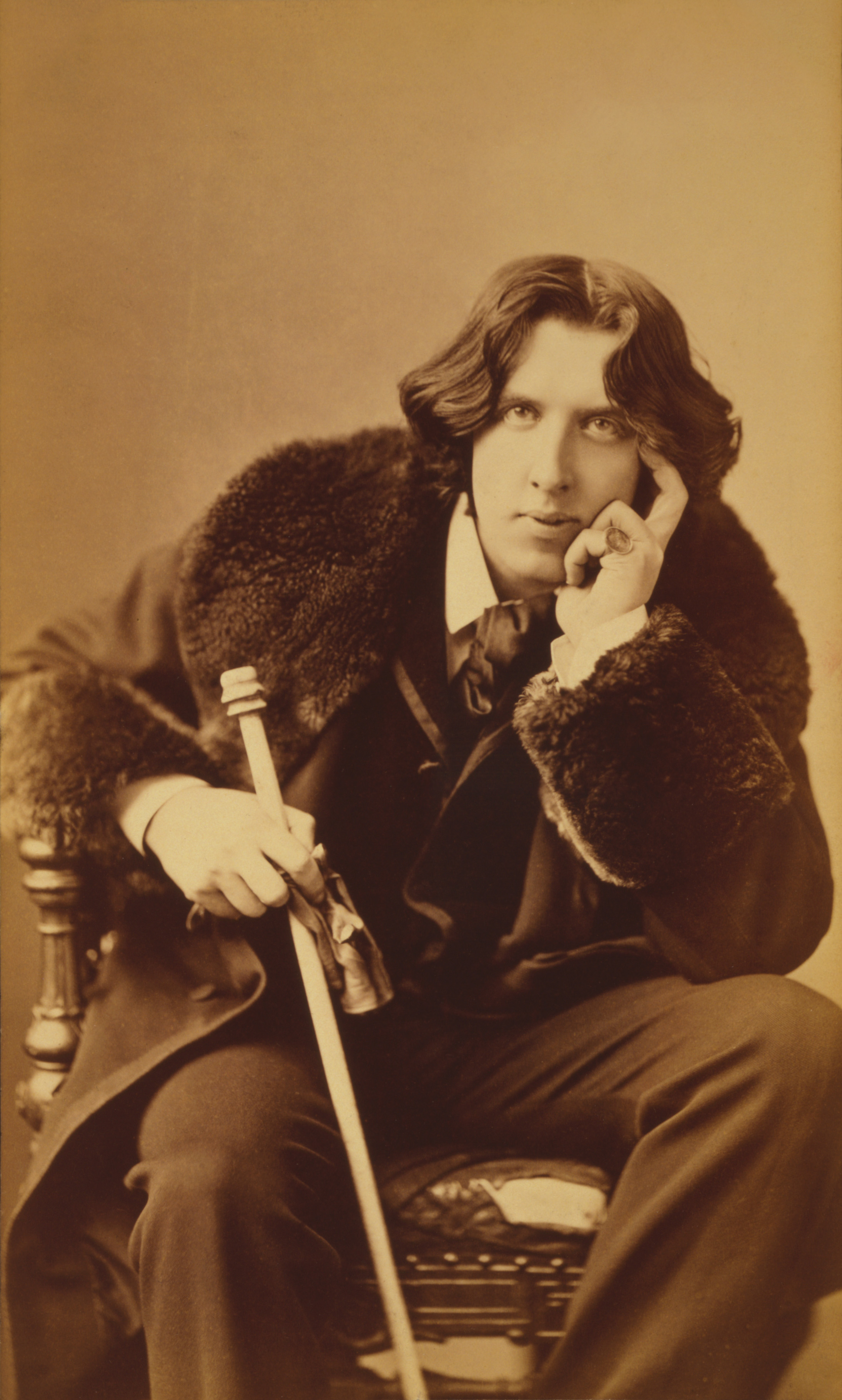
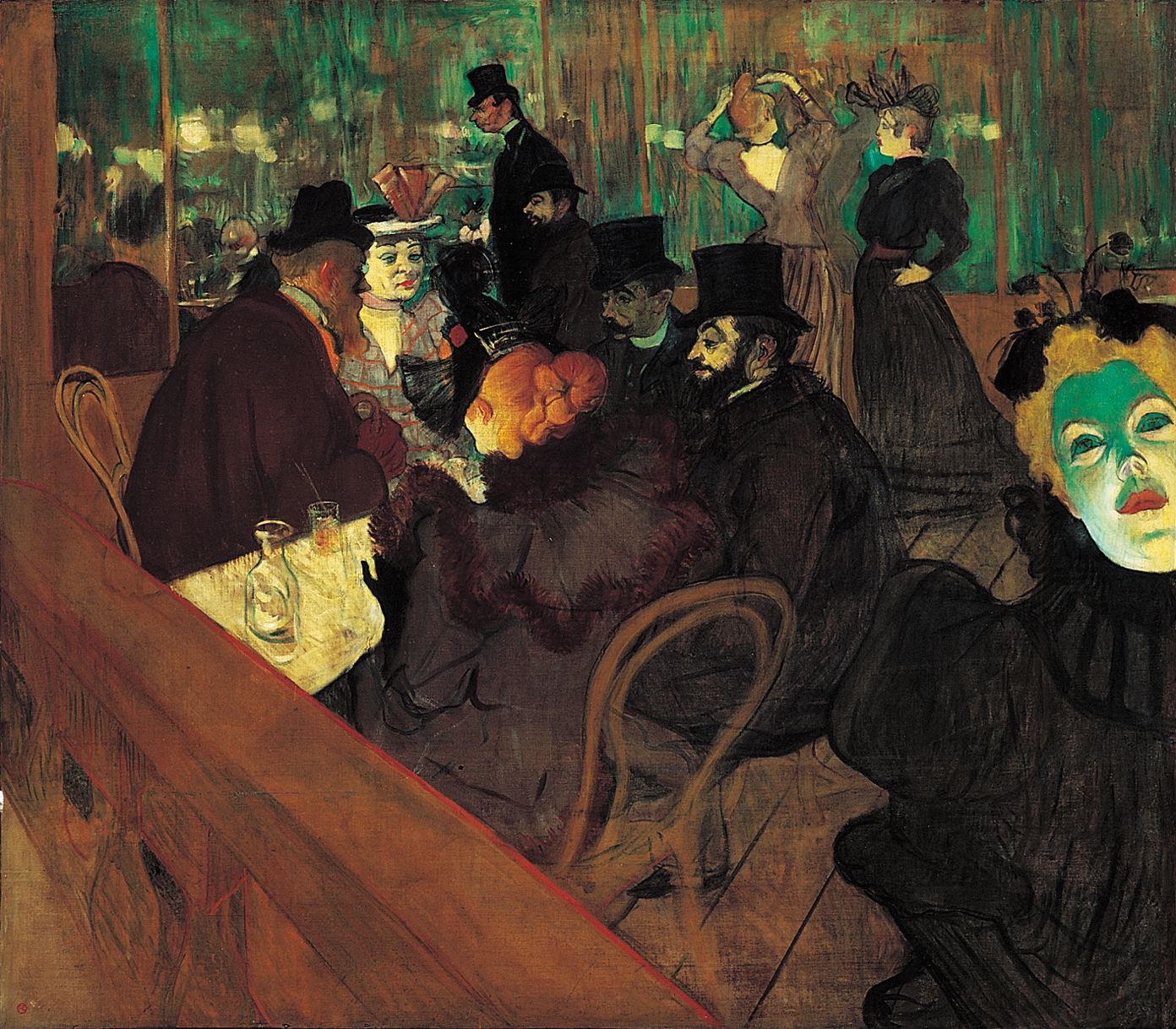
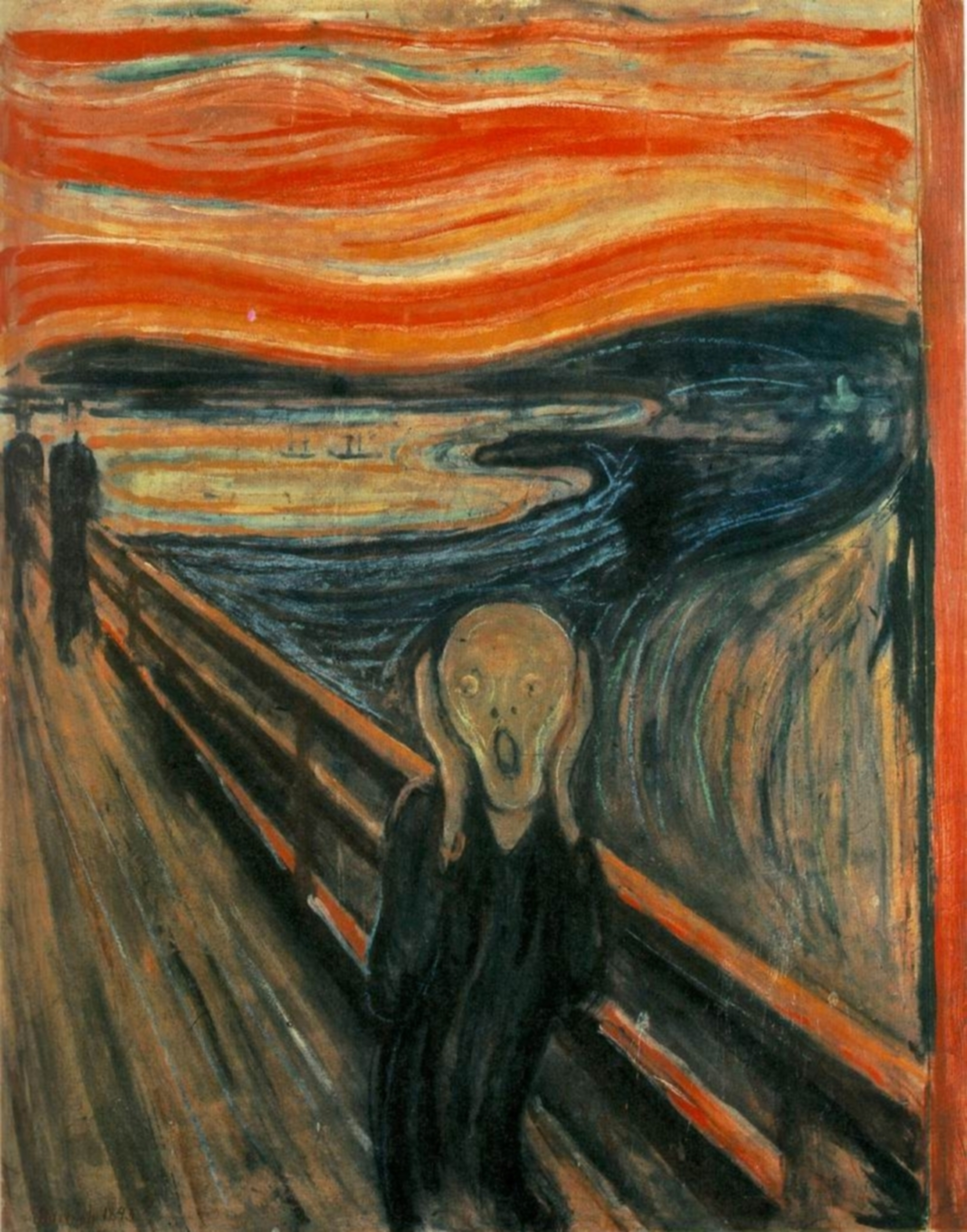